# Kozie Laski
Kozie Laski is een plaats in het Poolse district  Nowotomyski, woiwodschap Groot-Polen. De plaats maakt deel uit van de gemeente Nowy Tomyśl en telt 183 inwoners.